# Fackskola
Fackskola är en typ av sekundärutbildning.

## Fackskola i världen

### Sverige
I Sverige var fackskola en skolform åren 1963–1971 (den sista klassen gick ut 1972) som i viss mån var ett modernare alternativ till praktisk realskola och flickskola. Fackskolan, som byggde på grundskolans årskurs nio, var tvåårig och hade tre linjer, ekonomisk, social och teknisk. I den tekniska linjen var ett praktikår inlagt mellan läsår ett och två. Enligt Lgy 70 ersattes fackskolan av de tvååriga ekonomiska, sociala och tekniska linjerna i gymnasieskolan.

### Tyskland
I Tyskland är fackskolan yrkesförberedande. I Bayern kallas de även fackakademi.